# Expediční medaile globální války proti terorismu
Expediční medaile globální války proti terorismu (GWOT-EM) (anglicky: Global War on Terrorism Expeditionary Medal) je vyznamenání Ozbrojených sil Spojených států amerických založené roku 2003. Udílena je výhradně občanům USA sloužícím v Ozbrojených silách USA za jejich účast v boji proti terorismu.

## Historie
Vyznamenání bylo založeno prezidentem Georgem W. Bushem dne 12. března 2003 výkonným nařízením 13289. Medaile byla udílena příslušníkům ozbrojených sil za jejich nasazení v zámoří v přímé spojitosti s válkou proti terorismu od 11. září 2001 do 30. dubna 2005. Udílena byla za službu v Iráku a Afghánistánu. V roce 2005 byla nahrazena Medailí za tažení v Iráku a Medailí za tažení v Afghánistánu. Od té doby je udílena především jako ocenění osobám nasazeným na podporu války proti terorismu v lokalitách mimo Irák a Afghánistán.

## Pravidla udílení
Kritériem pro udělení medaile je nasazení v některé z operací války proti terorismu. Nasazení musí trvat nejméně 30 dní při nepřerušeném turnusu nebo minimálně 60 dní při nesouvislé službě. V případě bojového nasazení, zranění či ztráty života není toto kritérium aplikováno. Pojem nasazení zde znamená dočasné či trvalé přiřazení ke službě mimo území Spojených států amerických, přičemž tato služba musí přímo souviset s některou z protiteroristických operací. Medaile může být udělena i posmrtně.
Od 30. dubna 2005 přestala být medaile udílena za službu v Iráku a Afghánistánu, neboť tato služba začala být oceňována příslušnou Medailí za tažení v Iráku či Medailí za tažení v Afghánistánu. Osoby již dříve vyznamenané za službu v těchto dvou zemích si mohli ponechat Expediční medaili globální války proti terorismu nebo si ji mohly vyměnit za příslušnou novou medaili.
Dne 9. února 2015 ministerstvo obrany schválilo použití služebních hvězdiček na stužkách této medaile. Služební hvězdičky tak indikují počet různých operací, kterých se vyznamenaný zúčastnil. Udělení medaile je možné za každou operaci pouze jednou.
Medaile se nosí nalevo na hrudi. V přítomnosti dalších vyznamenání se nosí za Medailí za tažení v Kosovu a před Medailí za službu v globální válce proti terorismu.
Expediční medaile globální války proti terorismu může být udělena za nasazení v rámci vojenských operací v následujících zeměpisných oblastech, pokud byly tyto akce součástí níže uvedených protiteroristických operací:
- Afghánistán, Alžírsko, Ázerbájdžán, Bahrajn, Bosna a Hercegovina, Bulharsko, Burkina Faso, Čad, Diego García, Džibutsko, Egypt, Eritrea, Etiopie, Filipíny, Gruzie, Guantánamo, Irák,[9] Írán, Izrael, Jemen, Jordánsko, Katar, Kazachstán, Keňa, Kolumbie, Kosovo, Kréta, Kuvajt, Kypr, Kyrgyzstán, Libanon, Maďarsko, Mali, Maroko, Mauritánie, Niger, Nigérie, Omán, Pákistán, Rumunsko, Saúdská Arábie, Senegal, Sierra Leone, Somálsko, Spojené arabské emiráty, Sýrie, Tádžikistán, Tanzanie, Tunisko, Turecko, Turkmenistán a Uzbekistán
- Adenský záliv, Akabský záliv, Arabské moře (severně od 10° s. š. a západně od 68° v. d.), Hormuzský průliv, Mandeb, Ománský záliv, Perský záliv, Rudé moře, Středozemní moře (východně od 28° v. d.), Suezský průplav, Suezský záliv,

### Protiteroristické operace
Medaile je udílena za následující operace v rámci války proti terorismu:
- Operace Trvalá svoboda – za službu v období od 11. září 2001
- Operace Irácká svobody – za službu v období od 19. března 2003 do 31. srpna 2010
- Operace Nomad Shadow – za službu od 5. listopadu 2007
- Operace Nový úsvit – za službu od 1. září 2007 do 31. prosince 2011
- Operace Inherent Resolve – za službu od 15. června 2014
- Operace Freedom's Sentinel – za službu od 1. ledna 2015
- Operace Odyssey Lightning – za službu od 1. srpna 2016 do 19. prosince 2016
- Operace Pacific Eagle – za službu od 5. října 2017

## Popis medaile
Medaile kulatého tvaru o průměru 25,4 mm je vyrobena z bronzu. Na přední straně je vavřínový věnec obklopující štít, na kterém je položen orel s roztaženými křídly. Štít leží na zkřížených mečích. Na zadní straně je uprostřed medaile orel s roztaženými křídly položený na dvou zkřížených mečích. Při vnějším okraji je v půlkruhu nápis WAR ON TERRORIMS EXPEDITIONARY MEDAL. Ke stuze je medaile připojena jednoduchým kroužkem.
Stuha z hedvábného moaré široká 38 mm sestává z širokého červeného pruhu uprostřed, na který symetricky z obou stran navazují úzké proužky v barvě světle modré, žluté, světle modré, tmavě modré, bílé, tmavě modré a širší pruh světle modré barvy.
Expediční medaile globální války proti terorismu může být udělena spolu se sponami:
- hrot šípu – pro kvalifikované příslušníci armády a letectva
- služební hvězdičky – bronzové hvězdičky jsou nošeny na znamení počtu operací, kterých se nositel vyznamenání zúčastnil. Namísto pěti bronzových hvězdiček je používána hvězdička stříbrná.
- insignie bojové operace Fleet Marine Force – pro kvalifikované příslušníky námořnictva přiřazené k jednotkám námořní pěchoty během bojového nasazení